# 9543 Nitra
9543 Nitra este un asteroid din centura principală de asteroizi.

## Descriere
9543 Nitra este un asteroid din centura principală de asteroizi. A fost descoperit pe 4 decembrie 1983 la Piszkesteto de Milan Antal. El prezintă o orbită caracterizată de o semiaxă mare de 3,00 ua, o excentricitate de 0,07 și o înclinație de 8,6° în raport cu ecliptica.